# Рудольф Штаммлер
Штаммлер Рудольф (нім. Rudolf Stammler, повне ім'я нім. Karl Eduard Julius Theodor Rudolf Stammler) (19 лютого 1856—25 квітня 1938) — німецький теоретик права, філософ, діяльність якого істотно вплинула на розвиток соціально-органічної філософії в економічній науці. Професор, представник неокантіантського напряму у правознавстві.